# Scilave
Scilave (chiamato anche Shilavo, Shelabo, Shīlabē, Shilabe e 
Shilabo) è una città presente nel territorio etiope dell'Ogaden. Collocato  nella suddivisione amministrativa (woreda) della zona Gorrahei (nella Regione dei Somali), il villaggio ha un'altitudine di 1295 metri, ed è abitato da Somali.
La stima della popolazione totale della città, basata sul calcolo del 2005 da parte della Agenzia Statistica Centrale d'Etiopia, è di 7.239 abitanti dei quali 3.877 maschi e 3.362 femmine.
Scilave ospita un aeroporto (codice IATA, HIL) con pista non asfaltata, una delle destinazioni dei voli della Ethiopian Airlines.
L'ex presidente della vicinissima Somalia, il maggior generale Mohammed Siad Barre (in lingua somala: Maxamed Siyaad Barre), nacque a Scilave, anche se successivamente ha dichiarato di essere nato in Garba Harre in modo da risultare eleggibile per la forza militare coloniale Italiana.